# Christoph Zerbst
Christoph Zerbst, född den 16 december 1963 i Salzburg i Österrike, är en österrikisk roddare.
Han tog OS-silver i dubbelsculler i samband med de olympiska roddtävlingarna 1992 i Barcelona.